# Gendarmerie de l'Armement
Ne doit pas être confondu avec Gendarmerie de la sécurité des armements nucléaires.
La gendarmerie de l'armement (Garm) est une formation spécialisée de la gendarmerie nationale française. Son objectif est la protection du secret de la défense nationale.

## Histoire
Elle est créée en 1973, après les évènements de Mai 68, qui a constitué une menace grave pour le secret de la défense nationale.

## Missions
Formation spécialisée d'environ 280 personnes, commandée par un colonel ou un général de brigade, elle relève directement du directeur général de la Gendarmerie nationale, mais dans le cadre de ses missions particulières, elle est rattachée à la direction générale de l'Armement (DGA).
Elle remplit les missions traditionnelles de la Gendarmerie — police judiciaire, administrative et militaire — et participe à des missions spécifiques de police intérieure, de protection et de sécurité dans les lieux et établissements relevant de la DGA et du centre d'études de Gramat du Commissariat à l'énergie atomique. La Garm est compétente à l'égard de toute personne, civile ou militaire, se trouvant à quelque titre que ce soit dans ces lieux et établissements. Elle est aussi responsable de la protection des escortes de matériels intéressants la DGA.
Les gendarmes de la Garm sont formés par le GIGN pour assurer la protection des hautes personnalités de la DGA et du centre d'études de Gramat, notamment lors des salons militaires comme le salon du Bourget,.

## Organisation
La gendarmerie de l'Armement est composé de : 
- deux compagnies articulées en 13 brigades ;
- un groupe de protection, entrainés par le GIGN, chargés de la protection des hautes autorités de la DGA comme le délégué général pour l'Armement (no 2 de la défense) ainsi que des délégations étrangères issues de la défense, du centre d'études de Gramat, et de l'Institut de recherche biomédicale des armées (IRBA) (brigade de Brétigny-sur-Orge) ;
- une section de recherches chargées des enquêtes judiciaires au profit de la DGA[6].

La brigade de Brétigny-sur-Orge est placée pour emploi auprès du Service de Santé des Armées afin d'assurer les missions de la Garm au sein de l'Institut de recherche biomédicale des armées et ce depuis octobre 2023.